# Oregon állam folyóinak listája

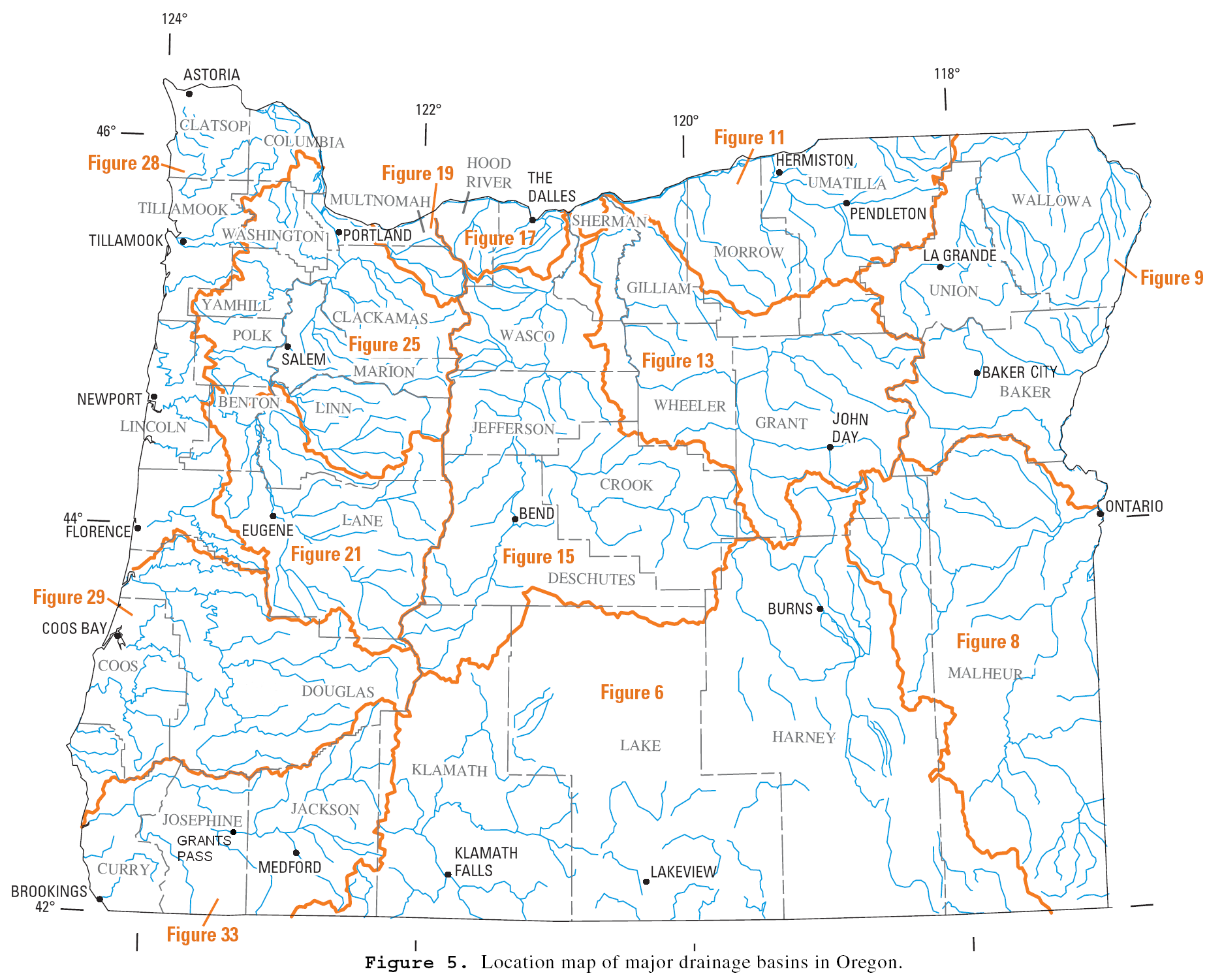
Oregon állam folyóinak vízgyűjtőnkénti áttekintő térképe

Ez a részletes lista az amerikai egyesült államokbeli Oregon állam folyóinak listája. A lista ábécérendben és vízgyűjtő szerint van szedve. A lista folyókat, patakokat, csermelyeket, ereket, kisebb vízfolyásokat és csatornákat is tartalmaz.

## Vízgyűjtőkre lebontott lista
A lista északról dél felé veszi számításba a Csendes-óceánba torkolló vízfolyásokat. A vízgyűjtők szerinti felbontás növekvő hosszúság alapján van feltüntetve a főfolyóba torkolló mellékfolyók torkolatától kezdve.
- Columbia folyó
- Skipanon-folyó
- Lewis and Clark-folyó
- Youngs-folyó
  - Klaskanine-folyó
  - Wallooskee-folyó
    - Little Wallooskee-folyó
- John Day-folyó (Északnyugat-Oregon)
- Clatskanie-folyó
- Multnomah-csatorna
  - Cunningham-mocsár
  - Jackson-patak
  - Gilbert-folyó
  - Crane-mocsár
  - Joy-patak
  - Johns-patak
  - McCarthy-patak
  - Ennis-patak
  - Miller-patak
- Willamette—folyó
- Columbia-mocsár
  - Wilkes-patak
  - Fairview-patak
  - Osborn-patak
- Doane-patak
- Saltzman-ptak
  - Rocking Chair-patak
- Balch-patak
- Tanner-patak
- Stephens-patak
- Johnson-patak
  - Crystal Springs-patak
  - Veterans-patak
  - Kelley-patak
    - Mitchell-patak

  - Butler-patak
  - North Fork Johnson-patak
  - Sunshine-patak
  - Badger-patak
- Kellogg-patak
  - Mount Scott-patak
- Tryon-patak
  - Nettle-patak
  - Palatine Hill-patak
  - Red Fox-patak
  - Park-patak
  - Fourth Avenue-patak
  - Arnold-patak
  - Falling-patak
- Oswego-patak
- Clackamas-folyó
- Johnson-patak
- Rock-patak
- Clear-patak
- Richardson-patak
- Foster-patak
- Deep-patak
- Goose-patak
- Eagle-patak
- Dubois-patak
- Lingleback-patak
- North Fork Clackamas-folyó
  - Fall-patak
  - Bee-patak
  - Bedford-patak
  - Whiskey-patak
  - Boyer-patak
  - Dry-patak
- South Fork Clackamas-folyó
  - Memaloose-patak
  - Oscar-patak
  - East Fork of the South Fork Clackamas-folyó
- Moore-patak
- Hellion-patak
- Fish-patak
- Murphy-patak
- Roaring-folyó (Clackamas-folyó)
  - Grouse-patak
  - South Fork Roaring-folyó
  - Shining-patak
  - Squaw-patak
  - Plaza-patak
  - Splintercat-patak
  - Cougar-patak
- Pup-patak
- Dinner-patak
- Cat-patak
- Deer-patak
- Three Lynx-patak
- Cripple-patak
- Whale-patak
- Sandstone-patak
- Big-patak
- Oak Grove Fork Clackamas-folyó
  - Pint-patak
  - Station-patak
  - Butte-patak
  - Canyon-patak
  - Skunk-patak
  - Sam-patak
  - Kelley-patak
  - Cat-patak
  - Shellrock-patak
  - Peavine-patak
  - Buck-patak
  - Stone-patak
  - Anvil-patak
  - Dinger-patak
  - Cooper-patak
  - Crater-patak
- Tag-patak
- Trout-patak
- Collawash-folyó
  - Jack Davis-patak
  - Cap-patak
  - Sluice-patak
  - Slide-patak
  - Hot Springs Fork
  - Paste-patak
  - Farm-patak
  - Peat-patak
  - Buckeye-patak
  - Dickey-patak
  - Happy-patak
  - Blitzen-patak
  - Russ-patak
  - Jazz-patak
  - Dunno-patak
  - Elk Lake-patak
  - East Fork Collawash-folyó
- Switch-patak
- Granite-patak
- Lost-patak
- Cabin-patak
- Kansas-patak
- Campbell-patak
- Pinhead-patak
- Wall-patak
- Lowe-patak
- Rhododendron-patak
- Fawn-patak
- Hunter-patak
- Sisi-patak
- Cub-patak
- Lemiti-patak
- Squirrel-patak
- Tanner-patak
- Tualatin-folyó
  - Fields-patak
  - Wilson-patak
  - Pecan-patak
  - Athey-patak
  - Oswego-csatorna (kifolyás)
  - Saum-patak
  - Fanno-patak
    - Ball-patak
    - Red Rock-patak
    - Summer-patak
    - Ash-patak
    - Hiteon-patak
    - Woods-patak
    - Vermont-patak
    - Sylvan-patak
    - Bridlemile-patak
    - Ivey-patak

  - Rock-patak
  - Chicken-patak
  - McFee-patak
  - Burris-patak
  - Christensen-patak
  - Butternut-patak
  - Gordon-patak
  - Rock-patak
  - Davis-patak
  - Jackson-mocsár
  - Dairy-patak
    - McKay-patak
    - Council-patak
    - East Fork Dairy-patak
      - Bledsoe-patak
      - Big-kanyon
      - Murtaugh-patak
      - Meadow Brook-patak
      - Plentywater-patak
      - Denny-patak
      - Rock-patak
      - Panther-patak
      - Roundy-patak
      - Campbell-patak

    - West Fork Dairy-patak
      - Lousignont-csatorna
      - Cedar Canyon-patak
      - Garrigus-patak
      - Kuder-patak
      - Whitcher-patak
      - Mendenhall-patak
      - Burgholzer-patak
      - Williams-patak
      - Cummings-patak

  - Gales-patak
    - Prickett-patak
    - Roderick-patak
    - Godfrey-patak
    - Kelley-patak
    - Clear-patak
    - Iller-patak
    - Fir-patak
    - Little Beaver-patak
    - White-patak
    - Lyda-patak
    - Bateman-patak
    - Beaver-patak
    - Coffee-patak
    - Finger-patak
    - South Fork Gales-patak
    - North Fork Gales-patak
    - Low Divide-patak

  - Dilley-patak
  - O'Neill-patak
  - Scoggins-patak
  - Wapato-patak
  - Black Jack-patak
  - Mercer-patak
  - Hering-patak
  - Roaring-patak
  - Patten-patak
  - Lee-patak
  - Sunday-patak
  - Maple-patak
- Beaver-patak
- Molalla-folyó
  - Pudding-folyó
    - Butte Creek
    - Little Pudding-folyó
      - Carnes-patak
      - Lake Labish-árok
      - Woods-patak
      - West Fork

    - Abiqua-patak
      - Powers-patak
      - Echo-patak
      - Hammond-patak
      - Goober-patak
      - Johnson-patak
      - Homestead-patak
      - Bucket-patak
      - Trinity Falls-patak
      - Wildcat-patak
      - Sweet Spring-patak
- Newland-patak
- Boeckman-patak
- Corral-patak
- Ryan-patak
- Champoeg-patak
  - Mission-patak
  - Case-patak
  - Murphy-patak
  - East Fork Champoeg-patak
  - West Fork Champoeg-patak
- Spring-csermely
- High Water-mocsár
- Chehalem-patak
- Yamhill-folyó
  - Palmer-patak
  - Henry-patak
  - Millican-patak
  - Hawn-patak
  - North Yamhill-folyó
    - Panther-patak
    - Yamhill-patak
    - Rowland-patak
    - Salt-patak
    - Hutchcroft-patak
    - Turner-patak
    - Cedar-patak
    - Haskins-patak
    - Fairchild-patak
    - Petch-patak
    - Hanna-patak
    - Maroney-patak
    - Perkins-patak

  - South Yamhill-folyó
    - Cozine-patak
    - Salt-patak
    - Deer-patak
    - Rock-patak
    - Mill-patak
    - Ash-patak
    - Willamina-patak
      - Tinkle-patak
      - Coast-patak
      - East-patak
      - Cedar-patak

    - Cockerham-patak
    - Doane-patak
    - Lady-patak
    - Gold-patak
    - Klees-patak
    - Casper-patak
    - Rowell-patak
    - Rock-patak
    - Rogue-folyó (South Yamhill-folyó)
    - Agency-patak (South Yamhill-folyó)
      - Wind-folyó

    - Elmer-patak
    - Crooked-patak
    - Cedar-patak
    - Ead-patak
    - Pierce-patak
    - Kitten-patak
    - Hanchet-patak
- Lambert-mocsár
- Eldridge-mocsár
- King-patak
- Spring Valley-patak
- Glenn-patak
- Mill-patak
- Rickreall-patak
- Fuller-patak
- Rock-patak
- Luckiamute-folyó
  - Little Luckiamute-folyó
    - Cooper-patak
    - Fern-patak
    - Teal-patak
    - Waymire-patak
    - Berry-patak
    - Dutch-patak
    - Sam's-patak
    - Black Rock-patak
    - Camp-patak
    - Lost-patak
- Santiam-folyó
  - North Santiam-folyó
    - Little North Santiam-folyó
    - Breitenbush-folyó
      - North Fork Breitenbush-folyó
      - South Fork Breitenbush-folyó

  - South Santiam-folyó
    - North Santiam-folyó
    - Mill-patak
    - Thomas-patak
    - Crabtree-patak
      - Beaver-patak
      - Roaring-folyó
        - Milky Fork

      - Church-patak
      - Hunter-patak
      - Green Mountain-patak
      - Rock-patak
      - Bald Peter-patak
      - South Fork Crabtree-patak
      - Dorgan-patak
      - White Rock-patak
      - Bonnie-patak

    - Spring-ág
    - Onehorse-patak
    - Hamilton-patak
    - McDowell-patak
    - Roaring-patak
    - Ames-patak
    - Wiley-patak
    - Gadney-patak
    - Ralston-patak
    - Middle Santiam-folyó
    - Shot Pouch-patak
    - Deer-patak
    - Mouse-patak
    - Bucksnort-patak
    - Cabin-patak
    - Soda-patak
    - Dobbin-patak
    - Wolf-patak
    - Canyon-patak
    - Moose-patak
    - Falls-patak
    - Trout-patak
    - Little Boulder-patak
    - Boulder-patak
    - Keith-patak
    - Stewart-patak
    - Soda Fork
    - Elk-patak
    - Sheep-patak
    - Three-patak
    - Squaw-patak
    - Sevenmile-patak
- Calapooia-folyó
- Little Willamette-folyó
- Bowers-mocsár
- Dead-folyó
- Marys-folyó
  - Oak-patak
  - Squaw-patak
  - Muddy-patak
  - Newton-patak
  - Greasy-patak
  - Woods-patak
  - Blakesley-patak
  - Read-patak
  - La Bare-patak
  - Gellatly-patak
  - Tumtum-folyó
  - Norton-patak
  - Devitt-patak
  - East Fork Marys-folyó
  - West Fork Marys-folyó
- Muddy-patak
  - Little Muddy-patak
  - Dry Muddy-patak
- Long Tom-folyó
- Ingram-mocsár
- Curtis-mocsár
- Spring-patak
- McKenzie-folyó
  - Mohawk-folyó
  - Blue-folyó
  - South Fork McKenzie-folyó
    - East Fork South Fork McKenzie-folyó
    - Walker-patak
    - Tipsoo-patak
    - French Pete-patak
      - Pat-patak
      - Olallie-patak

    - Roaring-folyó
      - Moss-patak
      - McBee-patak

  - Lost-patak
    - White-ág

  - Smith-folyó (McKenzie-folyó)
    - Bunchgrass-patak
    - Browder-patak
    - Gate-patak
- Dodson-mocsár
- Dedrick-mocsár
- Coast Fork Willamette-folyó
  - Bear-patak
  - Gettings-patak
  - Row-folyó
    - Mosby-patak
      - Champion-patak
      - Kizer-patak
      - Perkins-patak
      - Smith-patak
      - Kennedy-patak
      - Fall-patak
      - Short-patak
      - Blue-patak
      - Simpson-patak
      - Lewis-patak
      - Rock-patak
      - Palmer-patak
      - Cow-patak
      - Clearing-patak
      - Cedar-patak
      - Allen-patak
      - Stell-patak
      - Bark Shanty-patak
      - Dry-patak
      - Little Dry-patak
      - Dahl-patak
      - Norwegian-patak
      - Gray-patak
      - Shea-patak
      - Brownie-patak
      - Lilly-patak
      - Tones-patak
      - Miles-patak
      - Tom-patak
      - Cove-patak
      - West Fork Mosby-patak
      - East Fork Mosby-patak

    - Hann's-patak
    - Baker-patak
    - Rat-patak
    - Bluff-patak
    - Smith-patak
    - Vaughn-patak
    - Anderson-patak
    - King-patak
    - Pitcher-patak
    - Cedar-patak
    - Hawley-patak
    - Culp-patak
    - Sharps-patak
      - Boulder-patak
      - Damewood-patak
      - Table-patak
      - Pony-patak
      - Staples-patak
      - Lick-patak
      - Buck-patak
      - Walker-patak
      - White-patak
      - Martin-patak
      - Sailors-patak
      - Fairview-patak
      - Judson Rock-patak
      - Bohemia-patak

    - Hunt-patak
    - Gleason-patak
    - Layng-patak
    - Brice-patak

  - Big-folyó
    - Martin-patak
    - Bar-patak
    - Edward-patak
    - Boulder-patak
    - Box-kanyon

  - Little-folyó (Coast Fork Willamette-folyó)
    - Dennis-patak
    - Blood-patak
    - Garoutte-patak
      - Carlson-patak

    - Trail-patak
    - Cinnabar-patak
    - Weyerhaeuser-patak
- Middle Fork Willamette-folyó
  - North Fork Middle Fork Willamette-folyó
  - Salmon-patak
  - Salt-patak (Middle Fork Willamette-folyó)
  - Hills-patak
    - TNT-patak
- Sandy-folyó
  - Beaver-patak
  - Big-patak
  - Buck-patak
  - Gordon-patak
  - Trout-patak
  - Bear-patak
  - Walker-patak
  - Bull Run-folyó
    - Deer-patak
    - Laughing Water-patak
    - Little Sandy-folyó
      - Arrow-patak
      - Bow-patak

    - South Fork Bull Run-folyó
      - Cedar-patak

    - Camp-patak
    - Bear-patak
    - Cougar-patak
    - Deer-patak
    - North Fork Bull Run-folyó
    - Fir-patak
    - Log-patak
    - Blazed Alder-patak
      - Nanny-patak
      - Bedrock-patak
      - Hickman-patak

  - Cedar-patak
  - Badger-patak
  - Whiskey-patak
  - Alder-patak
  - Wildcat-patak
  - Salmon-folyó (Clackamas megye, Oregon)
    - South Fork Salmon-folyó
    - East Fork Salmon-folyó
    - West Fork Salmon-folyó

  - North Boulder-patak
  - Hackett-patak
  - Zigzag-folyó
  - Clear Fork
  - Horseshoe-patak
  - Lost-patak
  - Muddy Fork
  - Rushing Water-patak
- Hood-folyó
  - West Fork Hood-folyó
  - East Fork Hood-folyó
    - Dog-folyó

  - Middle Fork Hood-folyó
- Deschutes-folyó
  - White-folyó
  - Warm Springs-folyó
  - Willow-patak
  - Metolius-folyó
    - Whitewater-folyó
    - Metolius Springs

  - Crooked-folyó
    - Dry-folyó
    - Ochoco-patak
      - Mill-patak
      - Polly-patak
      - Lawson-patak
      - Veasle-patak
      - Salmon-patak
      - Camp-ág
      - Wolf-patak
      - Duncan-patak
      - Douthit-patak
      - Garden-patak
      - Metal-patak
      - Coyle-patak
      - Canyon-patak
      - Fisher-patak
      - Judy-patak
      - McAllister-patak
      - Aholt-patak
      - Camp-patak

    - North Fork Crooked-folyó
    - South Fork Crooked-folyó
      - Twelvemile-patak
      - Sand Hollow-patak
      - Buck-patak

    - Beaver-patak
      - Drift-kanyon
      - Profanity-szurdok
      - Alkali-patak
      - Paulina-patak
      - Wolf-patak
      - Grindstone-patak
      - Sugar-patak

  - Spring-folyó (Deschutes-folyó)
  - Little Deschutes-folyó
    - Crescent-patak
      - Big Marsh-patak

  - Fall-folyó
  - Cultus-folyó
- John Day-folyó
  - Bridge-patak
  - North Fork John Day-folyó
    - Middle Fork John Day-folyó

  - South Fork John Day-folyó
- Umatilla-folyó
  - North Fork Umatilla-folyó
  - South Fork Umatilla-folyó
  - Birch-patak
- Walla Walla-folyó
- Snake-folyó
  - Grande Ronde-folyó
    - Wenaha-folyó
      - North Fork Wenaha-folyó
      - South Fork Wenaha-folyó

    - Wallowa-folyó
      - Minam-folyó
      - Lostine-folyó

    - Lookingglass-patak
    - Catherine-patak

  - Imnaha-folyó
    - Toomey-szurdok
    - Trough-szurdok
    - Vance Draw
    - Cow-patak
    - Lightning-patak
    - Tulley-patak
    - Corral-patak
    - Little Basin-patak
    - Buck-patak
    - Packsaddle-patak
    - Kettle-patak
    - Log-patak
    - Fall-patak
    - Fence-patak
    - Bare-patak
    - Burcher-kanyon
    - Weaver-kanyon
    - Bailey-kanyon
    - Adams-kanyon
    - Sheep-patak
    - Deer-patak
    - High Camp-patak
    - Dead Horse-patak
    - Rippleton-patak
    - Dunlap-patak
    - Thorn-patak
    - Jody-patak
    - Keeler-patak
    - Loyd-patak
    - Snell-patak
    - Spring-patak
    - Schleur-patak
    - Adams-patak
    - College-patak
    - Double-patak
    - Blackmore-patak
    - Turner-patak
    - Indian-patak
    - Freezeout-patak
    - Dunn-patak
    - Campbell-patak
    - Chalk-patak
    - Beeler-patak
    - Park-patak
    - Winston-patak
    - Line-patak
    - Balter-patak
    - Musty-patak
    - Grouse-patak
    - Shin-patak
    - Johnson-patak
    - Neil-kanyon
    - Trail-patak
    - Leggett-patak
    - Grizzly-patak
    - Keener-szurdok
    - Henry-patak
    - Crazyman-patak
    - Spring-patak
    - Nine Point-patak
    - Mahogany-patak
    - Gumboot-patak
    - Blackhorse-patak
    - Dry-patak
    - Beaverdam-patak
    - Skookum-patak
    - Rock-patak
    - Deadman-kanyon
    - South Fork Imnaha-folyó
    - North Fork Imnaha-folyó

  - Powder-folyó
    - North Powder-folyó

  - Burnt-folyó
    - South Fork Burnt-folyó
      - Powell-szurdok
      - Pole-patak
      - Bullrun-patak
      - Steep-patak
      - Amelia-patak
      - Barney-patak
      - Stevens-patak
      - Rail-szurdok
      - Elk-patak
      - Spring-patak
      - Bear-patak
      - Lookout-patak

  - Malheur-folyó
    - Bully-patak
    - North Fork Malheur-folyó
      - Little Malheur-folyó

    - South Fork Malheur-folyó

  - Owyhee-folyó
    - Crooked Rattlesnake-patak
    - Jordan-patak
      - Cow-patak

    - North Fork Owyhee-folyó
      - Middle Fork Owyhee-folyó
        - Pole-patak
        - Field-patak
        - Berry-szurdok
        - Summit Springs-patak

      - Cherry-patak
      - Squaw-patak
      - Juniper-patak
      - Pleasant Valley-patak
      - Noon-patak

    - West Little Owyhee-folyó
      - Lake Fork West Owyhee-folyó

  - Succor Creek (forrása és torkolata Snake-folyó Oregonon kívül)

→ Ana-folyó (a Summer-tóba ömlik, mely lefolyástalan)
→ Chewaucan-folyó (az Abert-tóba ömlik, mely lefolyástalan)
→ East Fork Silvies-folyó (a Malheur-tóba ömlik, mely lefolyástalan)
→ Silvies-folyó (szerteágazik mielőtt elérné torkolatát; lásd west fork lentebb)
→ West Fork Silvies-folyó (a Malheur-tóba ömlik)
→ Donner und Blitzen-folyó (a Malheur-tóba ömlik)
- Swamp-patak (a Diamond Swamp-ingoványba torkollik, a Donner und Blitzen-csatornán keresztül)
  - Kiger-patak
    - Cucamonga-patak
    - Poison-patak
    - Little Kiger-patak
    - Mud-patak
    - Big Pasture-patak
- Little Blitzen-folyó

→ Wildhorse-patak (az Alvord-tóba torkollik, amely lefolyástalan)
-   - Miranda-patak
  - Juniper-patak
  - Buttes-patak
  - Andrews-patak
  - Wilson-patak
  - Spring-patak
  - Stonehouse-patak
  - Deppy-patak
  - Willow Spring-patak
  - Willow-patak
  - Little Wildhorse-patak

→ Kings-folyó (részben keresztülfolyik Oregonon Harney megyében McDermitt-től nyugatra, Nevada-Oregon, és a Quinn-folyóba torkollik)
→ East Fork Quinn-folyó (részben keresztülfolyik Oregonon Malheur megyében McDermitt-től keletre, és a Quinn-folyóba torkollik, amely a Black Rock-sivatagba folyik)
- Necanicum-folyó
- Nehalem-folyó
  - Rock-patak
  - Salmonberry-folyó
- Miami-folyó
  - Electric-patak
  - Hobson-patak
  - Struby-patak
  - Illingsworth-patak
  - Moss-patak
  - Minich-patak
  - Peterson-patak
  - Prouty-patak
- Kilchis-folyó
  - Murphy-patak
  - Myrtle-patak
  - Clear-patak
  - Little South Fork Kilchis-folyó
  - Washout-patak
  - School-patak
  - Sharp-patak
  - North Fork Kilchis-folyó
  - South Fork Kilchis-folyó
- Wilson-folyó
- Trask-folyó
  - Nolan-mocsár
  - Hoquarten-mocsár
  - Mill-patak
  - Green-patak
  - Hanenkrat-patak
  - Gold-patak
  - Cedar-patak
  - Panther-patak
  - Little Rock-patak
  - Trowbridge-patak
  - Hatchery-patak
  - Blue Ridge-patak
  - Burton-patak
  - Samson-patak
  - Rowe-patak
  - North Fork Trask-folyó
  - South Fork Trask-folyó
- Tillamook-folyó
- Nestucca-folyó
  - Three-folyó
- Little Nestucca-folyó
- Salmon-folyó (Lincoln megye, Oregon)
  - Teal-patak
  - Crowley-patak
  - Rowdy-patak
  - Frazer-patak
  - Salmon-patak
  - Deer-patak
  - Willis-patak
  - Panther-patak
  - Bear-patak
  - Slick Rock-patak
  - Widow-patak
  - Alder-csermely
  - Treat-folyó
  - Deer-patak
  - Sulphur-patak
  - Prairie-patak
  - Indian-patak
  - Boulder-patak
  - Little Salmon River
- D-folyó
- Siletz-folyó
- Yaquina-folyó
- Alsea-folyó
  - Lint-patak
    - Red-folyó

  - Eckman-patak
  - Drift-patak
  - Constantine-patak
  - Southworth-patak
  - Arnold-patak
  - Risley-patak
  - Canal-patak
  - Squaw-patak
  - Mill-patak
  - Line-patak
  - Hatchery-patak
  - Slide-patak
  - Scott-patak
  - Schoolhouse-patak
  - Brush-patak
  - Grass-patak
  - Lake-patak
  - Five-folyó
    - Bear-patak
    - Lobster-patak
      - Phillips-patak

    - Green-folyó

  - Butter-patak
  - Cedar-patak
  - Wolf-patak
  - Minotti-patak
  - Cow-patak
  - Fall-patak
  - Digger-patak
  - Benner-patak
  - Salmonberry-patak
  - Maltby-patak
  - Narrows-patak
  - Birch-patak
  - Schoolhouse-patak
  - Mill-patak
  - Roberts-patak
  - Cathcart-patak
  - North Fork Alsea-folyó
    - Kiger-patak
    - Honey Grove-patak
    - Ryder-patak
    - Hayden-patak
    - Seeley-patak
    - Crooked-patak
    - Bailey-patak
    - Gravel-patak
    - Easter-patak
    - Slide-patak
    - Sweethome-patak
    - Klickitat-patak
    - Lake-patak

  - South Fork Alsea-folyó
    - Bummer-patak
    - Headrick-patak
    - Cedar-patak
    - Table-patak
    - Dubuque-patak
    - Rock-patak
    - Blackberry-patak
    - Peak-patak
    - Fall-patak
    - Coleman-patak
    - Williams-patak
- Yachats-folyó
- Tenmile-patak (Lane megye, Oregon)
  - Mill-patak
  - McKinney-patak
  - South Fork
  - Wildcat-patak
- Siuslaw-folyó
  - North Fork Siuslaw-folyó
    - Lindsley-patak
    - Slover-patak
    - Haring-patak
    - Morris-patak
    - Bellstrom-kanyon
    - Culver-patak
    - Condon-patak
    - Jim Dick-patak
    - South Russell-patak
    - Russell-patak
    - Shumard-patak
    - Stout-patak
    - Stout-kanyon
    - South Johns-patak
    - McLeod-patak
    - Cataract-patak
    - Drew-patak
    - Wilhelm-patak
    - Porter-patak
    - Deadman-patak
    - Taylor-patak
    - Cedar-patak
    - West Branch Sam-patak
    - Sam-patak

  - Wildcat-patak (Siuslaw-folyó)
  - Whittaker-patak
- Siltcoos-folyó
- Umpqua-folyó
  - Smith-folyó (Umpqua-folyó)
    - North Fork Smith-folyó (Umpqua-folyó)
    - West Fork Smith-folyó

  - North Umpqua-folyó
    - Little-folyó (North Umpqua-folyó)
    - Steamboat-patak
    - Limpy-patak
    - Clearwater-folyó
    - Spring-folyó (North Umpqua-folyó)

  - South Umpqua-folyó
- Tenmile-patak (Coos megye, Oregon)
- Coos-folyó
  - Catching-mocsár
  - Lillian-patak
  - Vogel-patak
  - Noah-patak
  - Millicoma-folyó
    - Matt Davis-patak
    - Hendrickson-patak
    - Deton-patak
    - Woodruff-patak
    - East Fork Millicoma-folyó
      - Nowlit-patak
      - Marlow-patak
      - Hodges-patak
      - Rodine-patak
      - Glenn-patak
      - Fox-patak
      - Little Matson-patak
      - Beulah-patak

    - West Fork Millicoma-folyó
      - Rainy-patak
      - Daggett-patak
      - Totten-patak
      - Schumacher-patak
      - Trout-patak
      - Buck-patak
      - Joes-patak
      - Otter-patak
      - Deer-patak
      - Knife-patak
      - Elk-patak
      - Fish-patak
      - Panther-patak
      - Kelly-patak
      - Cougar-patak

  - South Fork Coos-folyó
    - Morgan-patak
    - Rogers-patak
    - Bessey-patak
    - McKnight-patak
    - Salmon-patak
    - West-patak
    - East-patak
    - Big-patak
    - Cox-patak
    - Burma-patak
    - Rock Crusher-patak
    - Elk-patak
    - Fannin-patak
    - Coal-patak
    - Fall-patak
    - Mink-patak
    - Tioga-patak
    - Williams-folyó
      - Bottom-patak
      - Skip-patak
      - Cedar-patak
      - Cabin-patak
      - Fall-patak
      - Gooseberry-szurdok
      - Bear-szurdok
      - Panther-patak
      - Fivemile-patak
      - Wilson-patak
      - Little Cow-patak
      - Lost-patak
- Coquille-folyó
- New-folyó
- Sixes-folyó
- Elk-folyó
- Rogue-folyó (Oregon)
  - Indian-patak
  - Edson-patak
  - Squaw-patak
  - Jim Hunt-patak
  - Libby-patak
  - Kimball-patak
  - Abe-patak
  - Lobster-patak
  - William Miller-patak
  - Quosantana-patak
  - Silver-patak
  - Little Silver-patak
  - Bill Moore-patak
  - Slide-patak
  - Dog-patak
  - Wakeup Rilea-patak
  - Auberry-patak
  - Tom East-patak
  - Schoolhouse-patak
  - Nail Keg-patak
  - Bridge-patak
  - Sundown-patak
  - Stonehouse-patak
  - Painted Rock-patak
  - Morris Rodgers-patak
  - Blue Jay -patak
  - Rilea -patak
  - Tom Fry -patak
  - Illinois-folyó
  - Snout-patak
  - Shasta Costa-patak
  - Waters-patak
  - Slide-patak
  - Walker-patak
  - Twomile-patak
  - Lone Tree-patak
  - Billy-patak
  - Billings-patak
  - Watson-patak
  - Dans-patak
  - Slide-patak
  - Hicks-patak
  - Flora Dell-patak
  - Fall-patak
  - Clay Hill-patak
  - Tate-patak
  - Brushy Bar-patak
  - East-patak
  - Jackson-patak
  - Paradise-patak
  - Blossom Bar-patak
  - Burns-patak
  - Stair-patak
  - Mule-patak
  - Long-szurdok
  - Quail-patak
  - Missouri-patak
  - Hewitt-patak
  - Slide-patak
  - Ditch-patak
  - Corral-patak
  - Dulog-patak
  - Meadow-patak
  - Cowley-patak
  - Copsey-patak
  - Francis-patak
  - Shady-patak
  - Jenny-patak
  - Little Windy-patak
  - Big Windy-patak
  - Bunker-patak
  - Bronco-patak
  - Howard-patak
  - Montgomery-patak
  - Russian-patak
  - Wildcat-patak
  - Alder-patak
  - Whisky-patak
  - Rum-patak
  - China-szurdok
  - Singletree-szurdok
  - Ajax-szurdok
  - Grave-patak
  - Smith-szurdok
  - Mouse-patak
  - Smith-patak
  - Argo-patak
  - Bailey-patak
  - Yew Wood-patak
  - Centennial-szurdok
  - Ash-szurdok
  - North Star-szurdok
  - Belknap-szurdok
  - Hooks-szurdok
  - Maple-szurdok
  - Rocky-szurdok
  - Rich-szurdok
  - Galice-patak
  - Spangler-szurdok
  - Paint-patak
  - Delta-patak
  - Taylor-patak
  - Stratton-patak
  - Little Zigzag-patak
  - Zigzag-patak
  - Serpentine-szurdok
  - Hog-patak
  - Jumpoff Joe-patak
  - Pickett-patak
  - Rickett-patak
  - Shan-patak
  - Pass-patak
  - Applegate-folyó
    - Williams-patak
    - Thompson-patak
    - Little Applegate-folyó
      - Sterling-patak
      - Yale-patak
      - Glade-patak
      - McDonald-patak

    - Elliot-patak

  - Vannoy-patak
  - Sand-patak
  - Allen-patak
  - Fruitdale-patak
  - Jones-patak
  - Greens-patak
  - Rich-szurdok
  - Savage-patak
  - Little Savage-patak
  - Evans-patak
  - Ward-patak
  - Birdseye-patak
  - Foots-patak
  - Sardine-patak
  - Galls-patak
  - Water-szurdok
  - Sams-patak
  - Bear-patak
    - Ashland-patak
      - East Fork Ashland-patak
      - West Fork Ashland-patak

  - Whetstone-patak
  - Little Butte-patak
    - Antelope-patak
    - Lick-patak
    - Salt-patak
    - Joint System-csatorna
    - Lake-patak
    - South Fork Little Butte-patak
      - Lost-patak
      - Dead Indian-patak
      - Beaver Dam-patak

    - North Fork Little Butte-patak

  - Hog-patak
  - Dry-patak
  - Langel-patak
  - Branch-patak
  - Indian-patak
  - Cricket-patak
  - Trail-patak
  - Lewis-patak
  - Brush-patak
  - Bush-patak
  - Elk-patak
    - Berry-patak
    - West Branch Elk-patak
    - Alco-patak
    - Middle-patak
    - Flat-patak
    - Shell-patak
    - Jones-patak
    - Sugarpine-patak
    - Dodes-patak
    - Button-patak
    - Bitter-patak
    - Swanson-patak
    - Brush-patak

  - Big Butte-patak
    - Clark-patak
    - McNeil-patak
    - South Fork Big Butte-patak
    - North Fork Big Butte-patak

  - Lost-patak
  - Rumley-patak
  - Blue-szurdok
  - Hole in the Ground-patak
  - Cold Spring-patak
  - South Fork Rogue-folyó
    - Smith-patak
    - Beaver Dam-patak
    - Middle Fork Rogue-folyó
    - Buck-patak
    - Imnaha-patak
    - Lodgepole-patak
    - Green-patak
    - Nichols-patak
    - Big Ben-patak
    - Sam-patak
    - Wickiup-patak
    - Little Billie-patak
    - Parker-patak

  - Skookum-patak
  - Barr-patak
  - Mill-patak
  - Schoolma'am-patak
  - Graham-patak
  - Lund-patak
  - Deep-patak
  - Latson-patak
  - Kiter-patak
  - Abbott-patak
  - Flat-patak
  - Union-patak
    - Crawford-patak
    - Grouse-patak

  - Castle-patak
  - Bybee-patak
  - Brown-patak
  - Bridge-patak
  - Prairie-patak
  - Foster-patak
  - Copeland-patak
  - Wizard-patak
  - Hurryon-patak
  - Muir-patak
  - Hamaker-patak
  - Minnehaha-patak
  - Mazama-patak
  - Cascade-patak
- Pistol-folyó
  - Crook-patak
  - Glade-patak
  - Deep-patak
  - South Fork Pistol-folyó
  - Sunrise-patak
  - North Fork Pistol-folyó
  - East Fork Pistol-folyó
  - Meadow-patak
- Chetco-folyó
  - North Fork Chetco-folyó
  - South Fork Chetco-folyó
  - Boulder-patak
  - Tincup-patak
  - Box Canyon-patak
  - Babyfoot-patak
  - Little Chetco-folyó
    - Henry-patak
    - Ditch-patak
    - Copper-patak
    - Henry-patak
- Winchuck-folyó

→ North Fork Smith-folyó (Kalifornia) (Oregonban ered és a Smith-folyóba ömlik (Kalifornia))
- Klamath-folyó (Kaliforniában torkollik a Csendes-óceánba)
  - Lost-folyó
  - Williamson-folyó
    - Sprague-folyó
      - Sycan-folyó
        - Snake-patak
        - Blue-patak
        - Merritt-patak
        - Long-patak
        - Paradise-patak
        - Currier-patak
        - Skull-patak
        - Rifle-patak
        - Cummings-patak
        - Nixon-patak
        - Kelly-patak
        - Rock-patak
        - South Fork Sycan-folyó
        - Boulder-patak

      - North Fork Sprague-folyó
      - South Fork Sprague-folyó

  - Link-folyó
  - Wood-folyó